# 1456년

## 연호
- 명(明) 경태(景泰) 7년
- 북원(北元) 첨원(添元) 4년
- 일본(日本) 고쇼(康正) 2년
- 후 레 왕조(後黎朝) 지엔닌(延寧) 3년

## 기년
- 명(明) 대종 경태제(代宗 景泰帝) 7년
- 북원(北元) 마르코르기스 오헤크트 칸 원년
- 조선(朝鮮) 세조(世祖) 2년
- 후 레 왕조(後黎朝) 인종(仁宗) 14년

## 사건
- 집현전 학사들이 세조를 몰아내고 단종을 복위시키려는 계획을 꾸미다가 김질의 배반으로 발각되어 모진 고문끝에 사형에 처해짐.(사육신 사건)

## 탄생
- 6월 11일 - 잉글랜드의 왕족 앤 네빌. (~1485년)
- 11월 17일 - 조선의 제9대 국왕 성종의 정비 공혜왕후(恭惠王后). (~1474년)

### 미상
- 조선의 신종호(申從濩)·정순(鄭洵). (~?)
- 조선의 무신 구수영(具壽永). (~1523년)
- 조선의 박의영(朴義榮). (~?)
- 조선의 임유겸(任由謙). (~?)

## 사망
- 조선의 이예장(李禮長). (?~)
- 조선 초기의 문신, 성리학자, 철학자 김숙자(金叔滋). (1389년~)
- 조선의 문신 변효경(卞孝敬). (?~)
- 조선의 문신 김문기. (1399년~)
- 조선 전기의 문신 성삼문. (1418년~)
- 조선 전기의 무신, 군인 성승. (?~)
- 조선 전기의 학자, 관리 이개. (1417년~)
- 조선 전기의 문신 하위지. (1412년~)
- 조선의 권자신(權自愼)·(金文起)·박쟁(朴崝)·박중림. (?~)
- 조선의 봉여해(奉汝諧). (?~)
- 조선의 이휘(李徽). (?~)
- 조선의 홍심(洪深). (?~)
- 조선의 전기의 문신 한확(韓確). (1400년~)
- 조선의 문신 권맹손(權孟孫). (1390년~)
- 조선의 이사철(李思哲). (?~)